# Sydlige Afrika
Det sydlige Afrika er i sagens natur et uklart begreb, men omfatter gerne de afrikanske lande syd for Tanzania og D.R. Congo, altså Angola, Botswana, Lesotho, Madagaskar, Malawi, Mozambique, Namibia, Sydafrika, Swaziland, Zambia og Zimbabwe.